# Myotis nipalensis
Myotis nipalensis är en fladdermus i familjen läderlappar som förekommer i Asien. Populationen infogades en längre tid som synonym i mustaschfladdermusen (Myotis mystacinus) och den godkänns sedan början av 2000-talet som art.

## Utseende
Arten är 38 till 47 mm lång (huvud och bål), har en 32 till 40 mm lång svans och 34 till 37 mm långa underarmar. Bakfötterna är 7 till 8 mm långa och öronen är 12 till 14 mm stora. Håren som bildar pälsen på ovansidan är mörka när roten och bruna till rödgråa vid spetsen. Undersidans hår har ljusgråa spetsar. Den broskiga fliken i örat (tragus) är långsmal. Premolarerna i överkäken är inte förflyttad mot tandraden.

## Utbredning
Utbredningsområdet sträcker sig från södra Kaukasus och östra Turkiet till Kazakstan, västra Mongoliet, centrala Kina och Nepal samt angränsande områden av Indien. Myotis nipalensis lever i olika habitat i låglandet och i bergstrakter. Den hittas bland annat i öknar, i skogar, i buskskogar och i gräsmarker.

## Ekologi
Individerna vilar i byggnader, i grottor, i bergssprickor, i övergivna gruvor och i jordhålor. Arten lämnar gömstället vid skymningen och jagar flygande insekter. Honor har en kull per år med en unge.

## Status
Störningar vid viloplatsen kan lokalt föreställa ett hot. IUCN listar hela beståndet som livskraftig (LC).